# Tentative de coup d'État de 2001 en Côte d'Ivoire
La tentative de coup d'État de 2001 en Côte d'Ivoire, également connue sous le nom de Complot de la Mercedes noire, est un coup d'État manqué en Côte d'Ivoire menée par des factions dissidentes de l'armée ivoirienne ayant pour objectif le renversement du gouvernement de Laurent Gbagbo.

## Déroulement
La tentative de coup d'État débute dans la nuit du 7 janvier lorsque les forces rebelles lancent des attaques contre les installations de radiodiffusion de l'État et la résidence présidentielle à Abidjan,, diffusant le message "Chers compatriotes, chers ivoiriens. Le pays a connu un autre changement." après avoir réussi à s'emparer des stations de radiodiffusion.
Les affrontements qui suivent entre les forces gouvernementales et les militaires dissidents font au moins six morts, dont deux policiers. Les forces rebelles sont mises en déroute et éloignées des stations de radio d'État de la ville. Dans les stations de radio reprises, les ministres du gouvernement diffusent une émission rassurant le pays sur le fait que la tentative de coup d'État a été déjouée. Un couvre-feu de trois jours est imposé à la suite de la tentative de coup d'État et l'aéroport Félix Houphouet Boigny est également momentanément fermé. Les forces gouvernementales arrêtent quarante soldats impliqués dans la tentative de coup d'État et les détiennent.
La tentative de coup d'État, dirigée par Ibrahim Coulibaly (IB), est connue sous le nom de Complot de la Mercedes noire, du nom du véhicule de commandement utilisé par IB.

## Conséquences
Le gouvernement accuse les partisans d'Alassane Ouattara, qui est disqualifié de participer à l'élection présidentielle ivoirienne de 2000, d'être à l'origine de la tentative de coup d'État, suggérant que les motifs potentiels pourraient être un grief concernant son exclusion des élections en raison de allégations contestées de naissance à l'étranger. Le porte-parole du Rassemblement des républicains de Quattara nie une telle implication, déclarant : "Nous avons compris l'insinuation, je pense qu'ils pourraient profiter d'une situation comme celle-ci pour régler leurs comptes avec nous."